# Ernesto Bessone I
Ernesto Celestino Bessone (Buenos Aires, Argentina; 19 de enero de 1923-Ib; 7 de septiembre de 2010) fue un piloto y dirigente argentino de automovilismo. Recordado por ser campeón de Turismo Nacional en 1985 con un Alfa Romeo, era el padre del piloto Ernesto Bessone II (1958-), múltiple campeón de automovilismo argentino. Desarrolló su carrera casi exclusivamente en el Turismo Nacional, compartiendo también su actividad con el Club Argentino de Pilotos. Su título de campeón en el Turismo Nacional lo obtuvo a la edad de 62 años, siendo un verdadero hito en la historia del automovilismo. Su retiro de las pistas tuvo lugar en el año 1989, dando paso a la actividad dirigencial. Falleció en su ciudad natal, Buenos Aires, el 7 de septiembre de 2010, recibiendo el reconocimiento por parte de la dirigencia del TN, la categoría que tantos años lo viera competir. Actualmente, su hijo y sus nietos siguen sus pasos en el automovilismo nacional e internacional.

## Trayectoria
- 1974-81: Turismo Nacional (Fiat 125)
- 1982-84: Turismo Nacional (Datsun 280 ZX)
- 1985: Campeón Turismo Nacional Clase 2 con Alfa Romeo Giulia
- 1986-88: Turismo Nacional (Renault 18 y Ford Sierra)
- 1989: Club Argentino de Pilotos

## Palmarés
| Título  | Especialidad     | Marca             | Año  |
| ------- | ---------------- | ----------------- | ---- |
| Campeón | Turismo Nacional | Alfa Romeo Sprint | 1985 |